# 13224 Такамацуда
13224 Такамацуда (13224 Takamatsuda) — астероїд головного поясу, відкритий 10 серпня 1997 року.
Тіссеранів параметр щодо Юпітера — 3,194.
Названо на честь Таки Мацуди (яп. たか・まつだ(たか松田) така мацуда).